# Вест Симсбери (Конектикат)
Вест Симсбери (енгл. West Simsbury) насељено је место без административног статуса у америчкој савезној држави Конектикат.

## Демографија
По попису из 2010. године број становника је 2.447, што је 52 (2,2%) становника више него 2000. године.
| Група             | 2000.         | 2010.         |
| Белци             | 2.303 (96,2%) | 2.282 (93,3%) |
| Афроамериканци    | 16 (0,7%)     | 21 (0,9%)     |
| Азијати           | 43 (1,8%)     | 49 (2,0%)     |
| Хиспаноамериканци | 13 (0,5%)     | 56 (2,3%)     |
| Укупно            | 2.395         | 2.447         |